# دستگیری مائده هژبری
دستگیری مائده هُژَبری  در تیر ماه سال ۱۳۹۷ رخ داد. او متولد پانزده مهر ۱۳۷۹ در تهران است. مائده هژبری مدتی پس از پخش کلیپ‌هایی از رقصش در پیج شخصی خود در اینستاگرام دستگیر و پس از مدتی بازداشت با قید وثیقه آزاد شد. بازداشت و پخش اعترافات او در صدا و سیما واکنش نهادهای مختلف داخلی و بین‌المللی را به همراه داشته‌است. گزارش شده که او از ایران گریخته یا در هنگام پخش اعترافات در ترکیه بوده و هدف از این برنامه منحرف کردن مردم و رسانه‌ها از مشکلات موجود در ایران بوده‌است.
مائده هژبری معروف به ماهی مائده در تیر ۱۳۹۸ اولین مصاحبه خود رو با برنامه آپاراتی کات داشته‌است که در مورد اتفاقات و حواشی سال گذشته و زندگی شخصی خود صحبت و گفتگو می‌کند

## بازداشت به جرم انتشار کلیپ‌های رقص
مائده توسط پلیس فضای تولید و تبادل اطلاعات ناجا (فتا) برای انتشار کلیپ‌های رقص از خود دستگیر و مدتی بازداشت بود و با قید وثیقه آزاد شد. در شبکهٔ یک صدا و سیما اعترافاتی پخش شد که باعث واکنش‌های بسیاری شد. پلیس فتا چند روز بعد از پخش اعترافات در تلویزیون، در اطلاعیه‌ای اعلام کرد که مائده هژبری فاقد پرونده انتظامی و قضایی در پلیس فتا ناجا و پلیس فتا استان‌ها بوده و احضار و مصاحبه با وی توسط پلیس فتا صورت نگرفته‌است.
خبر بازداشت و پخش اعترافات او در صدا و سیمای ایران در رسانه‌های غیر ایرانی مانند تایم، آسوشیتد پرس، تلگراف، ایندیپندنت، بی‌بی‌سی جهانی، بی‌بی‌سی عربی، العربیه، الجزیره، اسکای‌نیوز عربی و رسانه‌های دیگر منعکس شد. حساب کاربری هژبری که ۶۰۰ هزار فالوئر داشت بنا بدستور مقام قضایی بسته شده‌است.

## کمپین برقص تا برقصیم
در شبکه‌های اجتماعی فیلم‌های کوتاه و همچنین عکس در حال رقص تعدادی از زنان و دختران و حتی مردان با شعار و هشتگ «برقص تا برقصیم» در واکنش به این جنجال انتشار یافت.

## واکنش‌ها به بازداشت و پخش اعترافات
بازداشت و پخش اعترافات مائده هژبری از صدا و سیمای ایران واکنش‌ها و انتقاداتی از سوی هنرمندان و فعالان سیاسی داشته‌است. شهاب اسفندیاری رئیس دانشکده صدا و سیما نسبت به عملکرد این دستگاه موضع‌گیری و عذرخواهی کرد. اما صدا و سیما در پاسخ به اعتراضات از پخش این اعترافات دفاع کرده‌است. عفو بین‌الملل نیز در توییتی به مقامات ایران گفته رقص جرم نیست.
- امیرمهدی ژوله (فیلم‌نامه‌نویس و بازیگر) در این مورد نوشت: «چرا دزدها نمی‌رقصند؟ کاش دزدها و رانت‌خوارها و اختلاس گرها و بی‌عرضه‌ها و بی‌شرف‌های مملکت همه زن بودند. بالاخره فیلم یک طره مویی، سازی، رقصی، آوازی، لبخندی، چیزی ازشان درمی‌آمد، به فارسی سخت از وسط جر داده می‌شدن. خدا رو شکر از وقتی این رقاصه‌ها رو گرفتن بازارچه رونقی گرفته، دلار مفت. برقمون اومده، آبمون هم زیاد شده.»[۲۸][۲۹]
- زهرا رهنورد رئیس اسبق دانشگاه الزهرا و همسر میرحسین موسوی: «رئیس صدا و سیما از وجدان عمومی ملت ایران عذرخواهی کند. صدا و سیما در مصاحبه‌ای مخوف، چنگ‌اندازی و خراش به روح دخترکی نوجوان را به تصویر کشید. تا کجا باید این رفتار ضد انسانیت و جوانی را شاهد باشیم؟»[۳۰]
- سازمان عفو بین‌الملل با انتشار یک ویدیو نسبت به بازداشت مائده هژبری اعتراض کرد. در توضیح این ویدیو آمده‌است: «فکر می‌کنید این کار یک جرم است؟ در ایران بله. مائده هژبری نوجوان به دلیل انتشار ویدیوهایش در حال رقص در اینستاگرام بازداشت شده‌است. ما با مردم ایران هستیم که می‌گویند با ما برقص.»[۳۱]
- انجمن حمایت از حقوق کودکان در بیانیه‌ای نبست به اعترافات مائده هژبری از سوی صدا و سیما، آن را «نماد مشخص و بارز خشونت علیه کودکان» توصیف کرد.[۳۲] «بی‌تردید هدف هر چه باشد، چنین برخوردی را به‌ویژه در مورد کودکان، نه در نفس خود توجیه می‌کند و نه در به تصویر کشیدن آن. این برخورد نماد مشخص و بارز خشونت علیه کودکان به‌شمار می‌رود که به موجب قانون حمایت از کودکان و نوجوانان، ایجاد چنین فضای حقارت‌آمیزی نوعی کودک‌آزاری روانی تلقی شده و به جهت عمومی بودن این جرم مدعی‌العموم می‌تواند راساً وارد ماجرا شده و نسبت به خاطیان طرح دعوا کند.»[۳۳]
- یک عضو ناظر مجلس در شورای نظارت بر صدا و سیما این اقدام را غیرحرفه‌ای و غیراخلاقی دانست و از برخورد با مسببان و مقصران برنامه‌ساز در صدا و سیما خبر داد.[۳۴]
- در حالی که مسئولان صدا و سیما مدعی شدند این برنامه محصول معاونت اجتماعی نیروی انتظامی بوده و پخش اعتراف‌گیری به درخواست مقام قضایی بوده[۳۵]یک منبع قضایی گفت: اعترافات مائده هژبری که در مستند بی راهه شبکه اول سیما پخش شده با مجوز قاضی نبوده‌است.[۳۶]
- علی مطهری نایب رئیس مجلس شورای اسلامی پخش اعترافات یک دختر نوجوان در صدا و سیما بدون دریافت حکم از دادگاه صالح و بدون اجازه متهم را مصداق ارتکاب جرم از سوی این سازمان عنوان کرد و گفت که باید با شکایت کسانی که در این ماجرا حق‌شان ضایع شده، فرصتی برای دفاع از آنها از سوی تلویزیون اختصاص یابد.[۳۷]
- محمدجواد آذری جهرمی وزیر ارتباطات و فناوری اطلاعات پیش کشیده شدن این ماجرا را بحثی انحرافی و طرح‌ریزی شده از سوی اتاق‌های فکری دانست که منافعشان از مطالبه شفاف‌گرایی ارزی به خطر افتاده‌است.[۳۸]
- در ۲۱ تیر ماه روزنامه ایران به نقل از یک منبع آگاه قضایی خبر داد که مدیر روابط عمومی صدا و سیمای جمهوری اسلامی در این رابطه به دادسرای فرهنگ و رسانه احضار شده‌است این منبع گفت: «رسیدگی به این پرونده هنوز به پایان نرسیده و همچنان ادامه دارد.»[۳۹]
- غلام‌حسین محسنی اژه‌ای، سخن‌گوی قوه قضاییه، روز یکشنبه ۲۴ تیر در نشست خبری خود گفت پخش اعتراف‌های مائده هژبری ایرادی نداشت.[۴۰]
- شورای نظارت بر صدا و سیما به دلیل پخش «مستند بیراهه» که شامل اعترافات چند دختر جوان از جمله مائده هژبری بود به مدیران این نهاد حکومتی تذکر داد.[۴۱] این تذکر به دلیل پخش این برنامه بدون هماهنگی با قوه قضائیه بوده‌است؛ نه ماهیت آن یا حتی شیوه برخورد با این افراد.[۴۲]